# Jorge Vera Vallejo
Jorge Vera Vallejo (Malanzán, 22 de febrero de 1889 - Mendoza, 28 de diciembre de 1975) fue un ministro de la Corte Suprema de Justicia de la Nación Argentina.

## Actividad profesional y judicial
Hijo de Juan de Dios Vera Orihuela y de Carlota Vallejo Ortiz, nació en el pueblo de Malanzán en el distrito de los Llanos riojanos, fue bautizado con el nombre de Justo Jorge. Contrajo matrimonio en Córdoba con Raquel de la Vega Ocampo. Estudió  en la Universidad Nacional de Córdoba, donde se recibió de abogado en 1912 y comenzó a ejercer su profesión en la provincia de Mendoza, donde se radicó. Más adelante ingresó a la administración de justicia provincial, donde estuvo casi 15 años caracterizados por serios enfrentamientos con los gobiernos locales, en especial con los que respondían al lencinismo. En 1916 fue nombrado  fiscal en lo criminal y en 1917, juez en lo civil y de minería. Un habeas corpus en favor de un periodista del diario Crítica que había sido detenido en Mendoza, causó que el gobernador José Néstor Lencinas, intentara declarar en comisión a todo el Poder Judicial provincial, pero la provincia fue intervenida por el presidente Hipólito Yrigoyen y Vera Vallejo fue repuesto en su cargo. En agosto de 1924 un jurado de enjuiciamiento lo destituyó de su cargo y volvió al ejercicio de su profesión hasta que al ser intervenida la provincia  por el gobierno de facto surgido del golpe de Estado en Argentina de 1930, lo nombró juez de la Cámara de Apelaciones en lo Civil y Minas de Mendoza. En 1932 fue nombrado procurador general de la Suprema Corte de la provincia de Mendoza provincial, ese mismo año se lo designó juez federal de Mendoza y en 1935, al crearse la Cámara de Apelaciones Federal de esa provincia, fue nombrado vocal de la misma.
Cuando la reforma constitucional argentina de 1949 dispuso que para permanecer en sus cargos los jueces necesitaban un nuevo acuerdo del Senado, en ese momento con mayoría peronista, quedó cesante al no ser confirmado y retornó a la actividad profesional.

## Designación en la Corte Suprema de Justicia de la Nación
El presidente de facto Eduardo Lonardi que había asumido el poder al ser derrocado Juan Domingo Perón lo designó juez de la Corte Suprema de Justicia por decreto del 6 de octubre de 1955 en reemplazo de los integrantes que habían sido removidos por decreto N.º 318 del 4 de octubre de 1955. Juró al igual que los otros nombrados el 7 de octubre del mismo año
Compartió La Corte Suprema en distintos momentos con Alfredo Orgaz, Manuel José Argañarás, Enrique Valentín Galli y  Carlos Herrera.
Cuando el Pedro Eugenio Aramburu puso en vigencia mediante un decreto la Constitución de 1853 con exclusión de la reforma de 1949, presentó su renuncia afirmando que si había jurado defender la Constitución de 1853 con sus modificaciones hasta la de 1949, la derogación de esta última le producía un conflicto de conciencia por lo que, anteponiendo su condición de juez a sus convicciones políticas, debía abandonar el cargo. El gobierno, sorprendido por la decisión,  debió expedir el decreto N.º 8172 del 7 de mayo de 1956 para aceptarla y recién varios meses después designó como reemplazante a Benjamín Villegas Basavilbaso,  nombrado por decreto N.º 17 844 del 21 de septiembre de 1956.
Vera Vallejo volvió a Mendoza donde falleció el 28 de diciembre de 1975.